# Michaël Michajlovitsj van Rusland

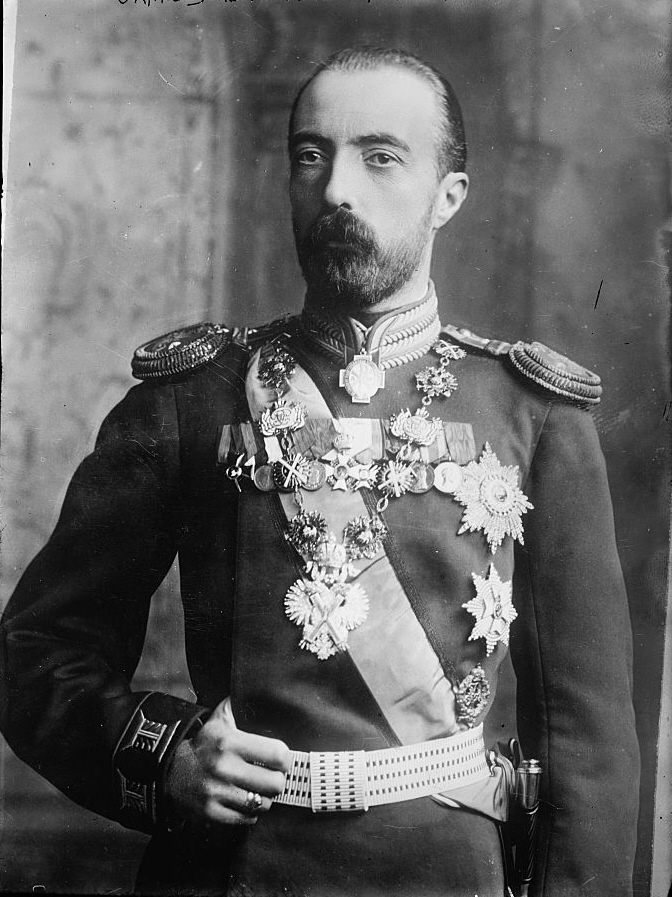
Grootvorst Michaël Michajlovitsj van Rusland

Michaël Michajlovitsj Romanov (Russisch: Михаил Михайлович Романов) (Sint-Petersburg, 16 oktober 1861 – Londen, 26 april 1929), grootvorst van Rusland, was de tweede zoon en het derde kind van grootvorst Michaël Nikolajevitsj en Olga Fjodorovna. Zijn vader was de zoon van tsaar Nicolaas I en de broer van tsaar Alexander II.
In 1891 probeerde hij in Rusland een morganatisch huwelijk te sluiten met gravin Sophie van Merenberg, dochter van Nicolaas Willem van Nassau, en een kleindochter in mannelijke lijn van hertog Willem van Nassau en in vrouwelijk lijn van de Russische dichter Aleksandr Poesjkin. Toen dit niet mogelijk bleek, verliet Michaël zijn vaderland. Op 10 maart werd in San Remo, Italië, alsnog een morganatisch huwelijk tussen de twee gesloten. Sophie kreeg in ditzelfde jaar de titel “Gravin van Torby”. Het paar heeft nooit geprobeerd terug te keren naar Rusland.
Uit het huwelijk werden drie kinderen geboren:
- Anastasia “Zia” (9 september 1892 - 7 december 1977), trouwde in Londen op 20 juli 1917 met Harold Augustus Wernher (16 januari 1893 – 30 juni 1973). Hij was de zoon van Julius Wernher (1850-1912) en Alice Sedgwick Mankiewicz (1862-1945).
- Nadezhda “Nada” (28 maart 1896 - 22 januari 1963), getrouwd met George Mountbatten, de zoon van Lodewijk Alexander van Battenberg
- Michaël (1898-1959)

Michaël stierf op 26 april 1929 op 67-jarige leeftijd te Londen.